# یوکینا شوتو
یوکینا شوتو (انگلیسی: Yukina Shuto؛ زادهٔ 19 December) صداپیشه اهل ژاپن است. وی از سال ۲۰۱۸ میلادی تاکنون مشغول فعالیت بوده‌است.